# Valedictorian

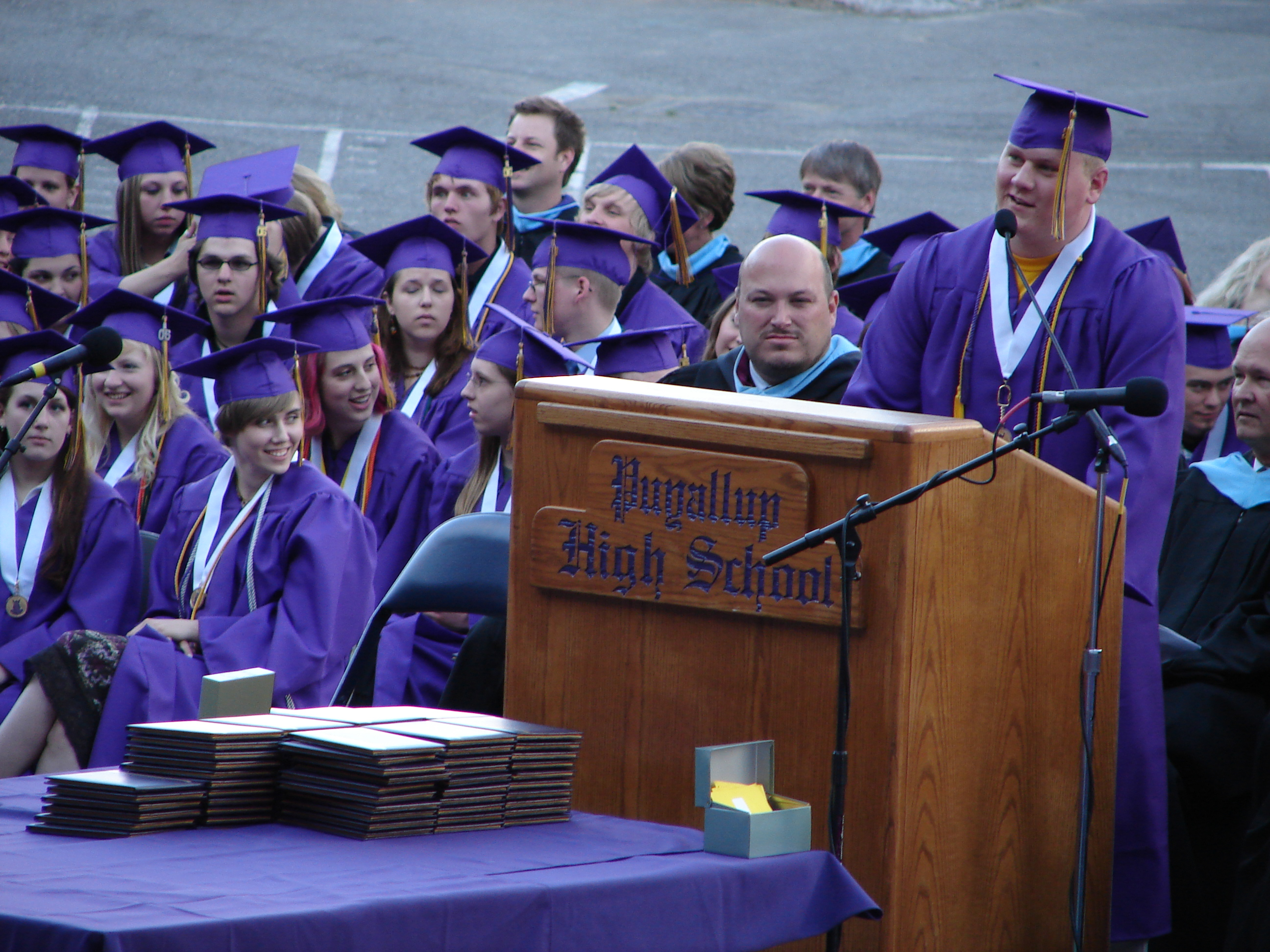
discorso di un Valedictorian nel 2005

Valedictorian è un titolo accademico che, nel sistema scolastico degli Stati Uniti, delle Filippine e del Canada viene conferito allo studente che tiene il discorso conclusivo (ossia "di commiato") alla cerimonia di consegna dei diplomi di maturità o di laurea. Il termine è un'anglicizzazione del termine latino vale dicere ("dire addio").

## Funzione
Il discorso di commiato è in genere considerato l'ultimo saluto ai propri compagni di classe, prima che si disperdano per proseguire ciascuno il proprio percorso professionale o di studio dopo la laurea. Solitamente questo titolo viene assegnato al miglior diplomato di ogni classe di maturandi o di ogni corso di laurea. Il discorso di apertura invece spetta al secondo migliore diplomato, il salutatorian.

### In altre tradizioni
Il suo equivalente in Australia, Islanda, Nuova Zelanda, Scozia e Sudafrica, è dux, in Francia è Major de promotion e in Germania Primus Omnium.